# Liebigit
Liebigit ist ein selten vorkommendes Mineral aus der Mineralklasse der „Carbonate und Nitrate“ (ehemals „Carbonate, Nitrate und Borate“) mit der chemischen Zusammensetzung Ca2[UO2|(CO3)3]·(8+3)H2O und ist damit chemisch gesehen ein wasserhaltiges Calcium-Uranylcarbonat.
Liebigit kristallisiert im orthorhombischen Kristallsystem und entwickelt meist blättrige oder körnige Mineral-Aggregate und krustige Überzüge, selten aber auch tafelige bis kurzprismatische Kristalle von bis zu 5 mm Größe und gelbgrüner Farbe. Die Kristalle sind durchsichtig bis durchscheinend und zeigen auf den Kristallflächen einen glasartigen Glanz.

## Etymologie und Geschichte
Erstmals gefunden wurde Liebigit bei Edirne (früher: Adrianopel) in der Türkei und 1848 beschrieben durch John Lawrence Smith (1818–1883), der das Mineral zu Ehren des deutschen Chemikers Justus von Liebig nach diesem benannte.
Das Typmaterial des Minerals wird im American Museum of Natural History in New York City (USA) unter der Katalog-Nr. 16847 aufbewahrt.

## Klassifikation
In der mittlerweile veralteten 8. Auflage der Mineralsystematik nach Strunz gehörte der Liebigit zur gemeinsamen Mineralklasse der „Carbonate, Nitrate und Borate“ und dort zur Abteilung „Wasserhaltige Carbonate mit fremden Anionen“, wo er zusammen mit Andersonit, Bayleyit, Metazellerit, Rabbittit, Rutherfordin, Schröckingerit, Sharpit, Studtit, Swartzit, Voglit, Wyartit und Zellerit die „Gruppe der Uranyl-Carbonate“ Vb/D.04 bildete.
Im zuletzt 2018 überarbeiteten und aktualisierten Lapis-Mineralienverzeichnis nach Stefan Weiß, das sich aus Rücksicht auf private Sammler und institutionelle Sammlungen noch nach dieser klassischen Systematik von Karl Hugo Strunz richtet, erhielt das Mineral die System- und Mineral-Nr. V/F.02-70. Auch in der „Lapis-Systematik“ entspricht dies der gemeinsamen Mineralklasse der „Carbonate, Nitrate und Borate“, dort allerdings der Abteilung „Uranylcarbonate [UO2]2+–[CO3]2−“, wo der Liebigit zusammen mit Agricolait, Andersonit, Bayleyit, Čejkait, Fontanit, Grimselit, Leószilárdit, Metazellerit, Swartzit und Zellerit eine eigenständige, aber unbenannte Gruppe bildet.
Seit der vollständigen Überarbeitung der Strunz’schen Mineralsystematik in der 9. Auflage (2001) ist die Mineralklasse der Carbonate (und Verwandte) neu aufgeteilt und die Borate bilden eine eigene Klasse. Der Liebigit ist entsprechend in der Mineralklasse der „Carbonate und Nitrate“ und dort in der nach wie vor existenten Abteilung der „Uranylcarbonate“ zu finden. Diese ist allerdings weiter unterteilt nach dem Stoffmengenverhältnis des Uranyl-Kations (UO22+) zum Carbonat-Anion (CO32−), das beim Liebigit 1 : 4 beträgt. Liebigit bildet in dieser Unterabteilung als einziges Mitglied die unbenannte Gruppe 5.ED.20.
Die vorwiegend im englischen Sprachraum gebräuchliche Systematik der Minerale nach Dana ordnet den Liebigit wie die veraltete Strunz’sche Systematik in die gemeinsame Klasse der „Carbonate, Nitrate und Borate“. Dort steht der Liebigit allerdings in der Abteilung der „Wasserhaltigen Carbonate“ und der Unterabteilung der „Wasserhaltigen Carbonate mit der allgemeinen Zusammensetzung A+mB2+n(XO3)p • x(H2O), dem Verhältnis (m+n) : p = 1 : 1 und mit U, Th, Zr, Y“, wo er als einziges Mitglied die unbenannte Gruppe 15.03.02 bildet.

## Kristallstruktur
Liebigit kristallisiert orthorhombisch in der Raumgruppe Bbe2 (Raumgruppen-Nr. 41, Stellung 2) mit den Gitterparametern a = 16,70 Å; b = 17,56 Å; c = 13,70 Å sowie 8 Formeleinheiten pro Elementarzelle.
Die Kristallstruktur von Liebigit besteht aus [UO2|(CO3)3]4−-Baugruppen, die über CaO4(H2O)4-Polyeder miteinander verbunden sind. Diese Verbindungen bilden einerseits Zickzack-Ketten parallel der c-Achse [001] und gradlinige Ketten parallel der a-Achse [100]. Das Resultat sind „runzelige“ Schichten parallel der Fläche (010) beziehungsweise senkrecht zur b-Achse.

## Eigenschaften
Das Mineral ist durch seinen Urangehalt von bis zu 32,7 % radioaktiv. Unter Berücksichtigung der Mengenanteile der radioaktiven Elemente in der idealisierten Summenformel sowie der Folgezerfälle der natürlichen Zerfallsreihen wird für das Mineral eine spezifische Aktivität von etwa 58,5 kBq/g angegeben (zum Vergleich: natürliches Kalium 0,0312 kBq/g). Der zitierte Wert kann je nach Mineralgehalt und Zusammensetzung der Stufen deutlich abweichen, auch sind selektive An- oder Abreicherungen der radioaktiven Zerfallsprodukte möglich und ändern die Aktivität.
Unter kurz- und langwelligem UV-Licht zeigt Liebigit eine blaugrüne Fluoreszenz, die an synthetischem Material genauer untersucht wurde.

## Bildung und Fundorte

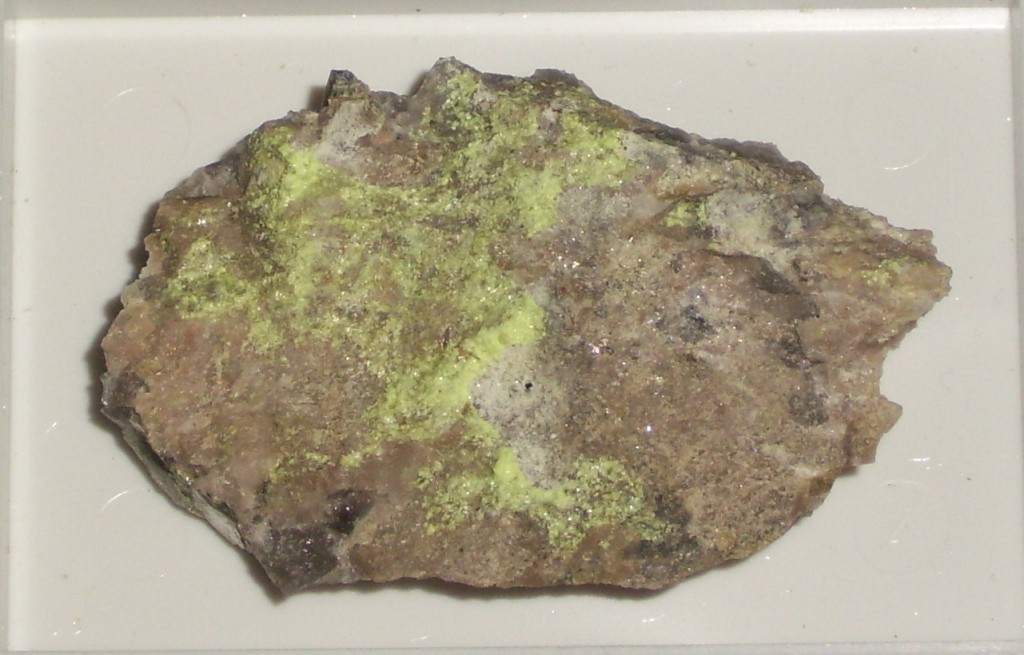
Liebigit aus dem Bjertnes Pegmatit am Binnensee Krøderen in Norwegen (Sichtfeld 6 × 4 cm)

Liebigit bildet sich als Sekundärmineral gewöhnlich durch Verwitterung von Uraninit in Anwesenheit von alkalischen Carbonatlösungen. Begleitminerale sind neben dem Uraninit weitere Uranminerale wie unter anderem Autunit, Bayleyit, Carnotit, Schröckingerit, Tyuyamunit, Uranophan, Uranophan-beta, aber auch Gips und Calcit.
Als seltene Mineralbildung konnte Liebigit nur an wenigen Orten weltweit nachgewiesen werden, wobei bisher rund 90 Fundorte dokumentiert sind (Stand: 2019). Seine Typlokalität Edirne (Adrianopel) ist dabei der bisher einzige Fundort in der Türkei.
In Deutschland trat Liebigit unter anderem im Kirchheimer Stollen des Uranbergbaus Müllenbach bei Baden-Baden in Baden-Württemberg; am Steinbruch Fuchs an der Hartkoppe bei Sailauf (Hösbach), im Quarz-Steinbruch bei Altrandsberg in der Gemeinde Miltach und in den Schächten Höhenstein und Wäldel der Uranlagerstätte Mähring in Bayern; bei Eisleben in Sachsen-Anhalt; an mehreren Orten bei Schneeberg und Johanngeorgenstadt in Sachsen sowie bei Beerwalde/Löbichau und Schmirchau nahe der Uranlagerstätte Ronneburg in Thüringen auf.
In Österreich konnte das Mineral unter anderem im Aushubmaterial des Speichers Kölnbrein der Maltakraftwerke in Kärnten sowie des Tauerntunnels im Anlauftal, des Kurcasinos bei Bad Gastein und des Stollens Bockhart bei Siglitz im Gasteinertal in Salzburg gefunden werden.
Weitere Fundorte liegen unter anderem in Australien, China, Frankreich, Italien, Japan, Kanada, Demokratische Republik Kongo, Norwegen, Schweden, Tschechien, Türkei, Ungarn, im Vereinigten Königreich (Großbritannien) und in den Vereinigten Staaten von Amerika (USA).

## Vorsichtsmaßnahmen
Aufgrund der Toxizität und der starken Radioaktivität des Minerals sollten Mineralproben vom Liebigit nur in staub- und strahlungsdichten Behältern, vor allem aber niemals in Wohn-, Schlaf- und Arbeitsräumen aufbewahrt werden. Ebenso sollte eine Aufnahme in den Körper (Inkorporation, Ingestion) auf jeden Fall verhindert und zur Sicherheit direkter Körperkontakt vermieden sowie beim Umgang mit dem Mineral Atemschutzmaske und Handschuhe getragen werden.